# 第37回サターン賞
第37回サターン賞は、2010年のSF、ファンタジー、ホラー映画及びテレビ番組に贈られる賞であり、2011年6月23日に結果が発表された。

## 映画賞

### SF映画賞
- 『インセプション』
  - 『ヒア アフター』
  - 『アイアンマン2』
  - 『わたしを離さないで』
  - 『スプライス』
  - 『トロン: レガシー』

### ファンタジー映画賞
- 『アリス・イン・ワンダーランド』
  - 『ナルニア国物語/第3章: アスラン王と魔法の島』
  - 『タイタンの戦い』
  - 『ハリー・ポッターと死の秘宝 PART1』
  - 『スコット・ピルグリム VS. 邪悪な元カレ軍団』
  - 『エクリプス/トワイライト・サーガ』

### ホラー・スリラー映画賞
- 『モールス』
  - 『ラスト・ターゲット』
  - 『ブラック・スワン』
  - 『キック・アス』
  - 『シャッター アイランド』
  - 『ウルフマン』

### アクション・アドベンチャー映画賞
- 『ソルト』
  - 『エクスペンダブルズ』
  - 『グリーン・ホーネット』
  - 『RED/レッド』
  - 『ロビン・フッド』
  - 『トゥルー・グリット』
  - 『アンストッパブル』

### 主演男優賞
- ジェフ・ブリッジス - 『トロン: レガシー』
  - ジョージ・クルーニー - 『ラスト・ターゲット』
  - レオナルド・ディカプリオ - 『インセプション』
  - レオナルド・ディカプリオ - 『シャッター アイランド』
  - ロバート・ダウニー・Jr - 『アイアンマン2』
  - ライアン・レイノルズ - 『［リミット］』

### 主演女優賞
- ナタリー・ポートマン - 『ブラック・スワン』
  - セシル・ドゥ・フランス - 『ヒア アフター』
  - アンジェリーナ・ジョリー - 『ソルト』
  - キャリー・マリガン - 『わたしを離さないで』
  - エリオット・ペイジ - 『インセプション』
  - ノオミ・ラパス - 『ミレニアム ドラゴン・タトゥーの女』

### 助演男優賞
- アンドリュー・ガーフィールド - 『わたしを離さないで』
  - クリスチャン・ベール - 『ザ・ファイター』
  - トム・ハーディ - 『インセプション』
  - ギャレット・ヘドランド - 『トロン: レガシー』
  - ジョン・マルコヴィッチ - 『RED/レッド』
  - マーク・ラファロ - 『シャッター アイランド』

### 助演女優賞
- ミラ・クニス - 『ブラック・スワン』
  - スカーレット・ヨハンソン - 『アイアンマン2』
  - キーラ・ナイトレイ - 『わたしを離さないで』
  - ヘレン・ミレン - 『RED/レッド』
  - ヴァネッサ・レッドグレイヴ - 『ジュリエットからの手紙』
  - ジャッキー・ウィーヴァー - 『アニマル・キングダム』

### 若手俳優賞
- クロエ・グレース・モレッツ - 『モールス』
  - ローガン・ラーマン - 『パーシー・ジャクソンとオリンポスの神々』
  - フランキー・マクラレン & ジョージ・マクラレン - 『ヒア アフター』
  - コディ・スミット＝マクフィー - 『モールス』
  - ウィル・ポールター - 『ナルニア国物語/第3章: アスラン王と魔法の島』
  - ヘイリー・スタインフェルド - 『トゥルー・グリット』
  - チャーリー・ターハン - 『きみがくれた未来』

### 監督賞
- クリストファー・ノーラン - 『インセプション』
  - ダーレン・アロノフスキー - 『ブラック・スワン』
  - クリント・イーストウッド - 『ヒア アフター』
  - マット・リーヴス - 『モールス』
  - マーティン・スコセッシ - 『シャッター アイランド』
  - デヴィッド・イェーツ - 『ハリー・ポッターと死の秘宝 PART1』

### 脚本賞
- クリストファー・ノーラン - 『インセプション』
  - マイケル・アーント - 『トイ・ストーリー3』
  - アレックス・ガーランド - 『わたしを離さないで』
  - マーク・ヘイマン、アンドレス・ハインツ、ジョン・マクラフリン - 『ブラック・スワン』
  - ピーター・モーガン - 『ヒア アフター』
  - マット・リーヴス - 『モールス』

### 音楽賞
- ハンス・ジマー - 『インセプション』
  - ダフト・パンク - 『トロン: レガシー』
  - クリント・イーストウッド - 『ヒア アフター』
  - マイケル・ジアッキーノ - 『モールス』
  - ゴットフリート・フッペルツ - The Complete Metropolis
  - ジョン・パウエル - 『ヒックとドラゴン』

### 衣裳デザイン賞
- 『アリス・イン・ワンダーランド』
  - 『ウルフマン』
  - 『ナルニア国物語/第3章: アスラン王と魔法の島』
  - 『ハリー・ポッターと死の秘宝 PART1』
  - 『トロン: レガシー』
  - 『ロビン・フッド』

### メイクアップ賞
- 『ウルフマン』
  - 『スプライス』
  - 『レポゼッション・メン』
  - 『モールス』
  - 『ハリー・ポッターと死の秘宝 PART1』
  - 『アリス・イン・ワンダーランド』

### 美術賞
- 『トロン: レガシー』
  - 『ヒックとドラゴン』
  - 『シャッター アイランド』
  - 『ウルフマン』
  - 『インセプション』
  - 『アリス・イン・ワンダーランド』

### 特殊効果賞
- 『インセプション』
  - 『トロン: レガシー』
  - 『ナルニア国物語/第3章: アスラン王と魔法の島』
  - 『ハリー・ポッターと死の秘宝 PART1』
  - 『アリス・イン・ワンダーランド』
  - 『アイアンマン2』

### インターナショナル映画賞
- 『モンスターズ/地球外生命体』
  - The Complete Metropolis
  - 『センチュリオン』
  - 『ミレニアム ドラゴン・タトゥーの女』
  - 『母なる証明』
  - 『レア・エクスポーツ 〜囚われのサンタクロース〜』

### アニメ映画賞
- 『トイ・ストーリー3』
  - 『怪盗グルーの月泥棒 3D』
  - 『ヒックとドラゴン』
  - 『ガフールの伝説』
  - 『シュレック フォーエバー』
  - 『塔の上のラプンツェル』

## テレビ賞

### ネットワーク・テレビシリーズ賞
- 『FRINGE』
  - 『LOST』
  - 『ヤング・スーパーマン』
  - 『スーパーナチュラル』
  - 『V』
  - 『ヴァンパイア・ダイアリーズ』

### シンジケート/ケーブル・テレビシリーズ賞
- 『ブレイキング・バッド』
  - 『クローザー』
  - 『デクスター 警察官は殺人鬼』
  - 『ユーリカ 〜事件です!カーター保安官〜』
  - 『レバレッジ 〜詐欺師たちの流儀』
  - 『スパルタカス』
  - 『トゥルーブラッド』

### テレビプレゼンテーション賞
- 『ウォーキング・デッド』
  - Doctor Who: "A Christmas Carol"
  - Kung Fu Panda Holiday Special
  - 『ダークエイジ・ロマン 大聖堂』
  - 『SHERLOCK（シャーロック）』
  - 『スパルタカス ゴッド・オブ・アリーナ』

### 主演男優賞
- スティーヴン・モイヤー - 『トゥルーブラッド』
  - ブライアン・クランストン - 『ブレイキング・バッド』
  - マシュー・フォックス - 『LOST』
  - マイケル・C・ホール - 『デクスター 警察官は殺人鬼』
  - ティモシー・ハットン - 『レバレッジ 〜詐欺師たちの流儀』
  - アンドリュー・リンカーン - 『ウォーキング・デッド』

### 主演女優賞
- アナ・トーヴ - 『FRINGE』
  - サラ・ウェイン・キャリーズ - 『ウォーキング・デッド』
  - エリカ・デュランス - 『ヤング・スーパーマン』
  - エリザベス・ミッチェル - 『V』
  - アンナ・パキン - 『トゥルーブラッド』'
  - キーラ・セジウィック - 『クローザー』

### 助演男優賞
- ジョン・ノーブル - 『FRINGE』
  - マイケル・エマーソン - 『LOST』
  - ディーン・ノリス - 『ブレイキング・バッド』
  - テリー・オクィン - 『LOST』
  - アーロン・ポール - 『ブレイキング・バッド』
  - ランス・レディック - 『FRINGE』
  - スティーヴン・ユァン - 『ウォーキング・デッド』

### 助演女優賞
- ルーシー・ローレス - 『スパルタカス』
  - モリーナ・バッカリン - 『V』
  - ジーナ・ベルマン - 『レバレッジ 〜詐欺師たちの流儀』
  - ジェニファー・カーペンター - 『デクスター 警察官は殺人鬼』
  - ローリー・ホールデン - 『ウォーキング・デッド』
  - ベス・リースグラフ - 『レバレッジ 〜詐欺師たちの流儀』

### ゲスト出演賞
- ジョー・マンガニエロ - 『トゥルーブラッド』
  - リチャード・ドレイファス - 『Weeds ママの秘密』
  - ノア・エメリッヒ - 『ウォーキング・デッド』
  - ジャンカルロ・エスポジート - 『ブレイキング・バッド』
  - ジョン・テリー - 『LOST』
  - セス・ガベル - 『FRINGE』

## DVD賞

### DVDリリース賞
- Never Sleep Again: The Elm Street Legacy
  - 『アリス・クリードの失踪』
  - 『アルティメット2 マッスル・ネバー・ダイ』
  - The Good Heart
  - 『ネスト』
  - The Square

### DVDスペシャル・エディション賞
- 『アバター』（エクステンデッド・エディション）
  - 『モンスターズ/地球外生命体』 （スペシャル・エディション）
  - 『レッドクリフ』（インターナショナル・エディション）
  - 『ロビン・フッド』（アンレイテッド・ディレクターズカット）
  - 『ソルト』（デラックス・アンレイテッド・エディション）
  - 『ウルフマン』（アンレイテッド・ディレクターズカット）

### クラシック映画DVD賞
- 『メトロポリス 完全復元版』
  - 『クロノス』
  - 『エクソシスト』（ディレクターズカット版）
  - 『キングコング』
  - 『パンドラ』（デラックス版）
  - 『サイコ』（50周年版）

### DVDコレクション賞
- 『エイリアン・アンソロジー』
  - 『バック・トゥ・ザ・フューチャー』25周年トリロジー
  - クリント・イーストウッド ワーナー・ブラザース35年35作品
  - Fantomas: Five Film Collection
  - Film Noir Classic Collection, Volume 5
  - Vengeance Trilogy

### テレビ作品DVD賞
- 『トワイライト・ゾーン』（シーズン1&2、ブルーレイ）
  - 『LOST』（シーズン6&シーズン・ファイナル）
  - 『600万ドルの男』（コンプリート・コレクション）
  - Space 1999: The Complete Season One （ブルーレイ）
  - Thriller: The Complete Series
  - 『原子力潜水艦シービュー号』（シーズン4、Vol.2）